# مانشستر يونايتد موسم 2003–04
كان موسم 2003–04 هو الموسم الثاني عشر لمانشستر يونايتد في الدوري الإنجليزي الممتاز، والموسم التاسع والعشرون على التوالي في الدرجة الأولى لكرة القدم الإنجليزية. 
بدأ يونايتد الموسم بالفوز بدرع المجتمع الإنجليزي 2003 ثم حصل على لقب كأس الاتحاد الإنجليزي للمرة الحادية عشرة في تاريخه بفوزه 3–0 على ميلوول في ملعب الألفية في كارديف. ومع ذلك، فقد النادي لقب الدوري الإنجليزي الممتاز لصالح البطل الذي لم يهزم أرسنال، مع تراجع مستوى الدوري في الشوط الثاني تزامناً مع بدء ريو فرديناند عقوبة إيقاف لمدة ثمانية أشهر عن كرة القدم بسبب اختبار المخدرات الفاشل، وتقييد يونايتد إلى المركز الثالث.
وكان من بين اللاعبين الجدد في تشكيلة يونايتد الجناح البرتغالي كريستيانو رونالدو، ولاعب الوسط الفائز بكأس العالم 2002 البرازيلي كليبرسون، وحارس المرمى الأمريكي تيم هاوارد، ولاعب الوسط الكاميروني إريك دجيمبا-دجيمبا، والمهاجم الفرنسي ديفيد بيليون.
وانتهت أحلام يونايتد في دوري أبطال أوروبا وكأس الرابطة في دور الـ16، وكان الخروج الأوروبي مؤلمًا بشكل خاص بعد هدف في اللحظة الأخيرة من قبل بطل بورتو الذي أخرجه من البطولة وحرمه من التأهل إلى ربع نهائي دوري أبطال أوروبا للمرة الثامنة على التوالي.